# Odacantha
Odacantha is een geslacht van kevers uit de familie van de loopkevers (Carabidae). De wetenschappelijke naam van het geslacht is voor het eerst geldig gepubliceerd in 1798 door Paykull.

## Soorten
Het geslacht Odacantha omvat de volgende soorten:
- Odacantha aegrota (Bates, 1883)
- Odacantha chinensis Jedlicka, 1963
- Odacantha composita Liebke, 1938
- Odacantha cyanea LaFerte-Senectere, 1849
- Odacantha flavipennis Liebke, 1931
- Odacantha hagai Nemoto, 1989
- Odacantha insulicola Basilewsky, 1977
- Odacantha laportei Chaudoir, 1848
- Odacantha melanura (Linne, 1767)
- Odacantha metallica Fairmaire, 1889
- Odacantha pomposa Liebke, 1933
- Odacantha puziloi Solsky, 1875
- Odacantha seriepunctata Chaudoir, 1878
- Odacantha subcomposita Basilewsky, 1970
- Odacantha swazina Basilewsky, 1965